# Laktitol
Laktitol, är en sockeralkohol som framställs via hydrogenering av laktos. Det används som sötningsmedel i vissa livsmedel för lågkalorimat med 30–40 procent av sötman i sackaros och även i läkemedel. Det har E-nummer 966.

## Användning
Laktitol används i en mängd olika livsmedel med lågt energiinnehåll eller låg fetthalt. Hög stabilitet gör den populär för bakning. Det används i sockerfria godisar, kakor (kex),choklad och glass, med en sötma på 30–40 procent av sackaros. Laktitol främjar också tarmhälsa som ett prebiotikum. På grund av dålig absorption har laktitol endast 2–2,5 kilokalorier per gram, jämfört med 4 kilokalorier per gram för typiska sackarider. Därför är laktitol endast cirka 60 procent så kaloririk som typiska sackarider.

### Medicinsk
Laktitol är listat som ett hjälpämne i vissa receptbelagda läkemedel.
Laktitol är ett laxermedel och används för att förebygga eller behandla förstoppning, till exempel under handelsnamnet Importal.
I februari 2020 godkändes laktitol för användning i USA som ett osmotiskt laxermedel för behandling av kronisk idiopatisk förstoppning (CIC) hos vuxna.
Laktitol i kombination med loppfröskal är en godkänd kombination mot idiopatisk förstoppning som laxermedel och används för att förebygga eller behandla förstoppning.

## Säkerhet
Laktitol, erytritol, sorbitol, xylitol, mannitol och maltitol är alla sockeralkoholer. The U.S. Food and Drug Administration (FDA) klassar sockeralkoholer som “allmänt accepterade och säkra”. De är accepterade som födoämnestillägg, och anses inte bidra till tandskador eller ökad blodsockernivå. Laktitol är även godkänt som födoämnestillsats i de flesta länderna världen runt.
Liksom andra sockeralkoholer orsakar laktitol kramper, flatulens och diarré hos vissa individer som intar det. Detta beror på att människor saknar ett lämpligt beta-galaktosidas i den övre gastrointestinala (GI)-kanalen, och en majoritet av intagen laktitol når tjocktarmen, där det sedan blir fermenterbart för tarmmikrober (prebiotiska) och kan dra in vatten i tarmen genom osmos. Individer med sådana hälsotillstånd bör rådfråga sin läkare eller dietist före intag av laktinol.

## Historik
USA Food and Drug Administration(FDA) godkände Pizensy baserat på bevis från en klinisk prövning (Trial 1/ NCT02819297) av 594 försökspersoner med CIC som genomfördes i USA. FDA övervägde också andra stödjande bevis inklusive data från prövning 2 (NCT02481947) som jämförde Pizensy med tidigare godkänt läkemedel (lubiproston) för CIC och prövning 3 (NCT02819310) där försökspersoner använt Pizensy i ett år samt data från publicerad litteratur.
Nyttan och biverkningarna av Pizensy utvärderades i en klinisk prövning av 594 försökspersoner med CIC. I denna studie, fick försökspersoner behandling med antingen Pizensy eller placebo en gång dagligen i 6 månader. Varken försökspersoner eller vårdgivarna visste vilken behandling som gavs förrän efter att försöken var avslutade.
I den andra studien med tre månaders varaktighet användes förbättring av CSBM för att jämföra Pizensy med läkemedletlubiprostonesom tidigare godkänts för CIC. Den tredje studien användes för att samla in biverkningar hos patienter som behandlats med Pizensy i ett år.